# Marcel Lalu
Marcel Lalu (ur. 24 marca 1882 w Limoges, zm. 3 maja 1951 tamże) – francuski gimnastyk, olimpijczyk.
Trzykrotnie reprezentował barwy Francji na letnich igrzyskach olimpijskich, startując w wieloboju indywidualnym: w 1900 r. w Paryżu zajął 8. miejsce, natomiast w 1908 w Londynie oraz w 1912 w Sztokholmie – dwukrotnie 7. miejsca.
W 1905 r. w Bordeaux zdobył pięć medali mistrzostw świata: cztery złote (w wieloboju indywidualnym, wieloboju drużynowym, ćwiczeniach na drążku i ćwiczeniach na poręczach) oraz srebrny (w ćwiczeniach na koniu z łękami).